# 重装机兵 荒野之眼
《重装机兵 荒野之眼》是重装机兵系列作品之一，原定由ASCII于2000年冬季发行于世嘉Dreamcast平台。游戏1999年开发时暂定名《重装机兵Overdrive》，并在东京电玩展上展出过。但由于发售商ASCII退出电子游戏市场等多种原因，游戏最终未能发售。在操控角色上，游戏和前作《重装机兵2》一样采用了3人1狗的组合。此外官方还称游戏为“系列史上最强的爱情故事”。《荒野之眼》是系列第一次尝试采用3D画面；2005年，同样采用3D画效的续作《沙尘之锁》由Success发布于PlayStation 2。